# Funaria
Funaria (Mitt.) Broth., 1924 è un genere di muschi della famiglia Funariaceae,  caratterizzati da una forma arrotolata come una fune che assumono quando l'umidità atmosferica è molto bassa.
Di solito crescono sulle radure bruciate dal fuoco.

## Tassonomia
Il genere comprende le seguenti specie:
- Funaria acicularis Müll. Hal.
- Funaria aequidens Lindb. ex Broth.
- Funaria altissima Dixon
- Funaria anomala Jur.
- Funaria arctica (Berggr.) Kindb.
- Funaria bogosica Müll. Hal.
- Funaria calvescens Schwägr.
- Funaria capillaris Warnst.
- Funaria chevalieri P. de la Varde
- Funaria chilensis (Thér.) Thér.
- Funaria commixta Thér.
- Funaria costesii Thér.
- Funaria delicatula Thér.
- Funaria discelioides Müll. Hal.
- Funaria erectiuscula Mitt.
- Funaria euryloma Dixon
- Funaria flavicans Michx.
- Funaria fritzei Geh.
- Funaria gymnostoma Dixon
- Funaria hosseusii E.B. Bartram
- Funaria hybrida R. Ruthe
- Funaria hygrometrica Hedw.
- Funaria incompleta Müll. Hal.
- Funaria incurvifolia Müll. Hal. ex E. Britton
- Funaria inflata Müll. Hal.
- Funaria kilimandscharica Müll. Hal.
- Funaria koelzei E.B. Bartram
- Funaria laxissima Müll. Hal.
- Funaria linearidens Müll. Hal.
- Funaria ludoviciae Broth. & Paris
- Funaria macrospora R.S. Williams
- Funaria maireana Copp.
- Funaria mayottensis (Besch.) Broth. ex Paris
- Funaria microstoma Bruch ex Schimp.
- Funaria nubica Müll. Hal.
- Funaria orizabensis Müll. Hal.
- Funaria orthocarpa Mitt.
- Funaria polaris Bryhn
- Funaria porteri Thér.
- Funaria pulchricolor Müll. Hal.
- Funaria sartorii Müll. Hal.
- Funaria schnyderi Müll. Hal.
- Funaria sickenbergeri Müll. Hal.
- Funaria sovatensis Schimp. ex Müll. Hal.
- Funaria spathulifolia (Cardot & Thér.) Broth.
- Funaria styriaca Głow.
- Funaria subplanifolia Broth.
- Funaria succuleata (Wager & C.H. Wright) Broth. ex Magill
- Funaria tenella Müll. Hal.
- Funaria valdiviae Müll. Hal.
- Funaria wijkii R.S. Chopra